# Dicamixus lamprocryptus
Dicamixus lamprocryptus är en stekelart som beskrevs av Dmitriy R. Kasparyan och Ruiz-cancino 2005. Dicamixus lamprocryptus ingår i släktet Dicamixus och familjen brokparasitsteklar. Inga underarter finns listade i Catalogue of Life.